# Netelia pallens
Netelia pallens là một loài tò vò trong họ Ichneumonidae.